# Stylidium obtusatum
Stylidium obtusatum är en tvåhjärtbladig växtart som beskrevs av Sonder. Stylidium obtusatum ingår i släktet Stylidium och familjen Stylidiaceae. Utöver nominatformen finns också underarten S. o. rubricalyx.

## Bildgalleri

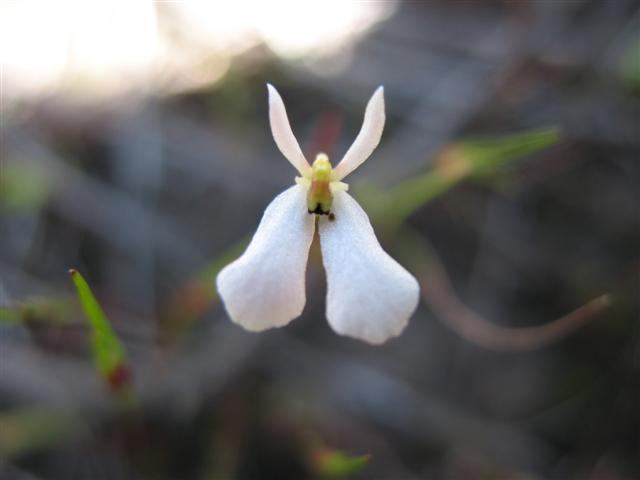